# یک شب آرام (فیلم)
یک شب آرام (انگلیسی: One Quiet Night) یک فیلم کوتاه کمدی به کارگردانی راسکو آرباکل است که در سال ۱۹۳۱ منتشر شد.

## گزیدهٔ بازیگران
- والتر کتلت
- دوروثی گرینجر